# Libuše (vysílačka)

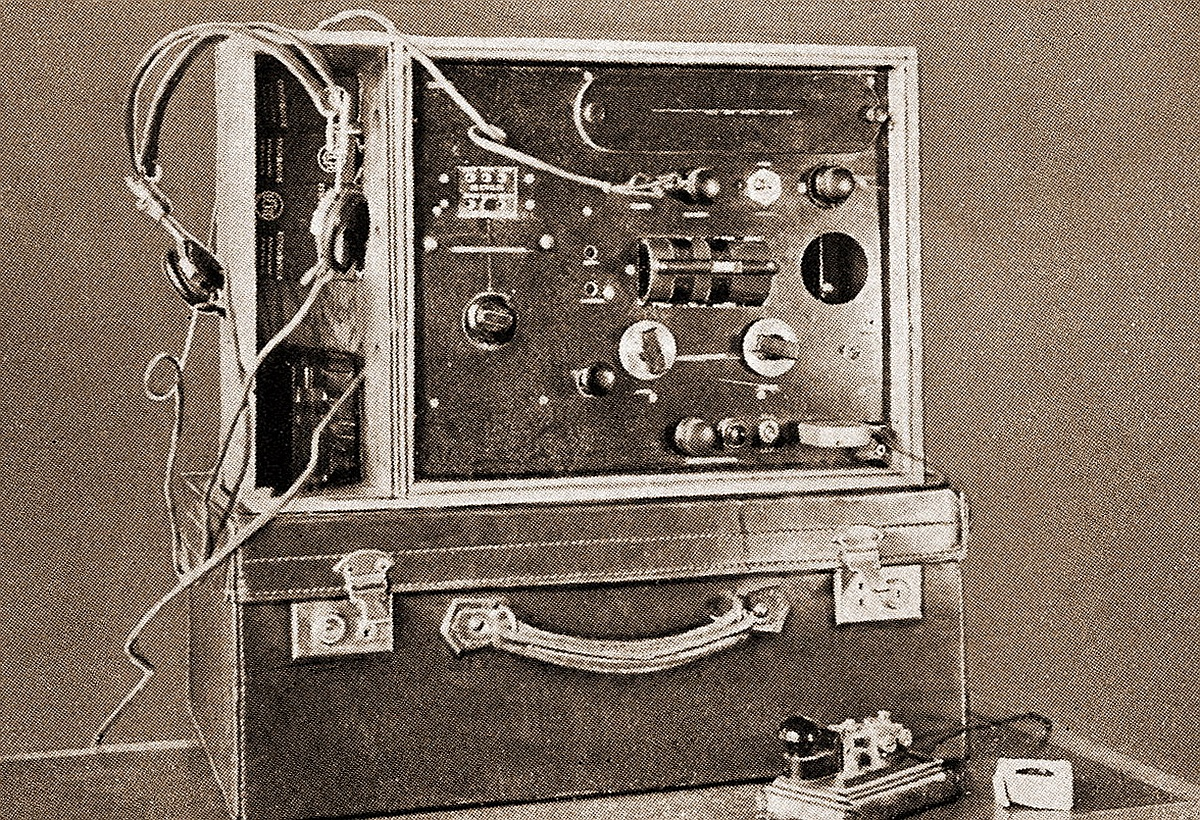
Britská agenturní radiostanice Mark VI C a kufr Mark III (foto 1942)

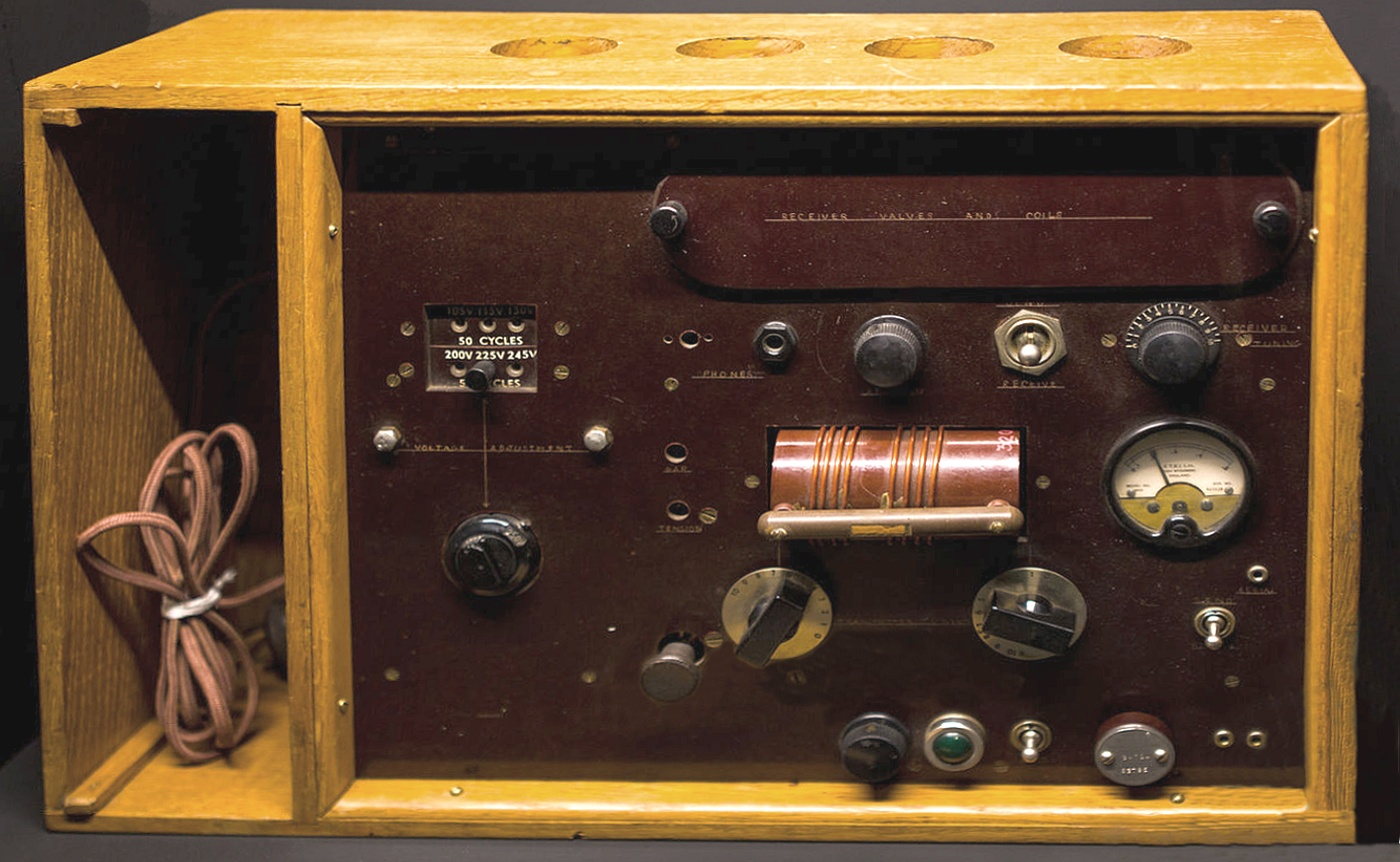
Britská agenturní radiostanice Mark VI C (NTM (foto 2023)

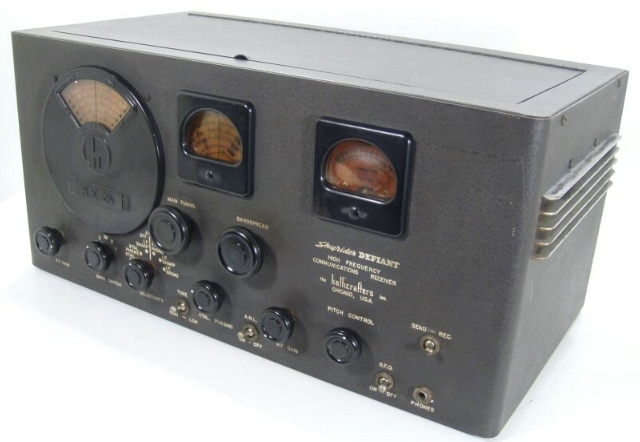
Komerční přijímač vyráběný americkou firmou Hallicrafters, typ Skyrider SX-24 Defiant (foto 2013)

Libuše byla rádiová vysílací stanice použitá během druhé světové války československým odbojem. V první polovině roku 1942 s ní převážně na Pardubicku operovala skupina Silver A.

## Historie
Do Protektorátu Čechy a Morava zařízení ze Spojeného království dopravil 29. prosince 1941 letoun, jenž spolu s ní přepravoval také příslušníky parašutistických skupin Anthropoid, Silver A a Silver B. O vysílačku se starali členové skupiny Silver A, předně její radista Jiří Potůček. První radiové spojení provedl 15. ledna 1942 ze svého úkrytu v kamenolomu Hluboká u Ležáků. Potůček vysílal z podkroví objektu strojovny, který však byl malý, takže zde musel během vysílání ležet. Následně se z důvodu, aby se předešlo prozrazení, vysílačka stěhovala postupně do rybářské výzkumné stanice v sádkách u Lázní Bohdaneč, dále zpět do Ležáků, tentokrát však do zdejšího Švandova mlýna. 18. června 1942 Josef Schejbal, vedoucí skupiny S-21-B, požádal horníka Antonína Němečka (* 1905, Bohdašín) o pomoc s převedením radisty Potůčka s vysílačkou z Rosic nad Labem na Bohdašín. Tento převoz byl úspěšný. Dne 28. června 1942 opět horník Antonín Němeček převedl radistu Potůčka a vysílačku převezl ze školy na Bohdašíně k hospodáři Antonínu Burdychovi na Končiny.

## Provoz vysílačky Libuše
Stručný provoz radiostanice:
- 7. ledna 1942 – zvoleno stanoviště pro umístění vysílačky (lom Hluboká u Ležáků)
- 9. ledna 1942 – zahájení vysílání (neúspěšné)
- 15. ledna 1942 – zdárné spojení s Vojenskou radiovou ústřednou (VRÚ) v Londýně
- 30. března až 13. dubna 1942 – porucha vysílací stanice
- 3. června až 16. června 1942 – porucha vysílací stanice
- 10. června až 17. června 1942 – Libuše umístěna v ležáckém mlýně
- 18. června 1942 – přesun vysílačky na Bohdašín
- noc z 25. na 26. června 1942 – poslední odeslání depeše
- 27. června 1942 – gestapo vydává příkaz ke zničení vysílačky
- 28. června 1942 – přesun přístroje na Končiny
- 30. června 1942 – bez vysílačky prchá její operátor Jiří Potůček

## Popis radiostanice
Podle původních plánů měla být výsadková skupina vybavena dvěma stanicemi, a sice jednou přenosnou a druhou stacionární. Na přelomu měsíců října a listopadu roku 1941 ale došlo k přehodnocení dosavadních představ a výsadek do své výbavy získal kufříkovou stanici typu Mark VI C a záložní komunikační přijímač Hallicrafters Skyrider (SX-17 nebo SX-24). Když se v roce 2017 pořádala v Lázních Bohdaneč vzpomínková akce u příležitosti 75. výročí vysílání Libuše, užili konstruktéři v replice vysílačky přijímač Hallicrafters Skyrider SX-24 Defiant.
Stanici Mark VI C vyvinuli britští konstruktéři na počátku druhé světové války. Vedle jednoduchého dvoustupňového vysílače obsahovala přijímač vybavený třemi elektronkami zapojenými coby zpětnovazební detektor a nízkofrekvenční zesilovač. Celá sestava se nacházela v kufru Mark III o rozměrech 43 × 27,5 × 18 centimetrů a hmotnosti 15 kilogramů. Použitý záložní přijímač Hallicrafters Skyrider měl rozměry 53,5 × 24 × 28 centimetrů a hmotnost 25 kilogramů. Ve své době patřil ke špičkovým přístrojům mezi profesionálními přijímači.

## Výkon radiostanice
Za dobu svého provozu od ledna do června 1942 předala vysílačka úspěšně všech celkem 1098 telegramů.
| Měsíc  | Relace [min] | Relace [hod, min] | Odesláno | Přijato | Doba/1 telegramu [min:sek] |
| ------ | ------------ | ----------------- | -------- | ------- | -------------------------- |
| Leden  | 1520         | 25h 20'           | 12       | 20      | 24:00                      |
| Únor   | 1234         | 20h 34'           | 65       | 37      | 12:10                      |
| Březen | 1988         | 33h 8'            | 152      | 91      | 8:20                       |
| Duben  | 2710         | 45h 10'           | 164      | 100     | 10:20                      |
| Květen | 3135         | 52h 15'           | 133      | 123     | 12:24                      |
| Červen | 1351         | 22h 31'           | 32       | 69      | 13:38                      |
| Celkem | 11 938       | 198h 58'          | 558      | 470     | 11:60                      |